# 貝爾福德 (新澤西州)
貝爾福德（英語：Bedford）是位於美國新澤西州蒙茅斯縣的普查規定居民點。

## 人口
根據2020年美國人口普查的數據，貝爾福德的面積為3.35平方千米，當中陸地面積為3.26平方千米，而水域面積為0.09平方千米。當地共有人口1648人，而人口密度為每平方千米491.94人。